# Шалумова, Ахсо Ильягуевна
Ахсо Ильягуевна Шалумова (14 октября 1907, Дербент — 30 января 1985, Дербент) — первая советская актриса горско-еврейского театра. За многолетнюю творческую деятельность, в 1968 году Указом Президиума Верховного Совета Дагестанской АССР, Ахсо Шалумова была удостоена звания «Заслуженная артистка Дагестанской АССР».

## Биография
Ахсо Шалумова родилась в 1907 году в Дербенте в многодетной семье. Она была седьмой из восьми детей.
Ее старший брат Манашир руководил театральной группой горских евреев вместе со своей женой Хонум. Ахсо часто посещала репетиции, но другой старший брат, Заволу, запрещал ей участвовать в постановках. В то время обычаи горских евреев предписывали, что женщины, особенно молодые девушки, не должны были выступать на сцене. Однако Манашир взял Ахсо под свое крыло и позволил ей выступать. В конце концов она переехала к нему.
В 1924 году, в возрасте 15 лет, Ахсо Шалумова начала свою актерскую карьеру в горско-еврейском театре. В 16 лет она вышла замуж за своего двоюродного брата Истохора, который также был артистом этого театра.
Первой ролью Ахсо Шалумовой была Назлы-ханум в «Одигюзель» (гор.-евр. «Одигюзель»). Позже она сыграла Гюльчохру в «Аршин мал алан» (гор.-евр. «Аршин мал Алан») оперетта азербайджанского композитора Узеира Гаджибекова, Пери в «Пери-ханум» (гор.-евр. «Периханум»), в пьсе «Кишди хьомоли» (гор.-евр. «Кишди хьомоли») жену Шевруьта — Ханум, Шахнугор в «Шими Дербенди» (гор.-евр. «Шими Дербенди»), свекровь в пьесе «Хуьсуьр» (гор.-евр. «Хьуьсуьр»), роль Эфрус в пьесе Юно Семнова «Махсум» (гор.-евр. «Мэхьсуьм»). В спектакле «Намус» (гор.-евр. «Номус») по трагическому роману Александр Ширванзаде, Ахсо Шалумова сыграла роль Сусанны, а также мать в спектакле «Тихая украинская ночь» (гор.-евр. «Сокоте шев Украине») и агронома-горянки в «Земле» (гор.-евр. «Хори») и многие другие роли.
В 1926 году Ахсо Шалумова родила сына Мухоил, а в 1928 году — Борис. Несмотря на то, что у нее было двое маленьких детей, она ездила по деревням, участвуя во всех постановках театра. В пьесе «Пери-Ханум» у ее героини было двое детей, и по сценарию на сцене эти роли вместе с ней играли собственные сыновья Ахсо. Позже у нее родилась дочка Раиса.

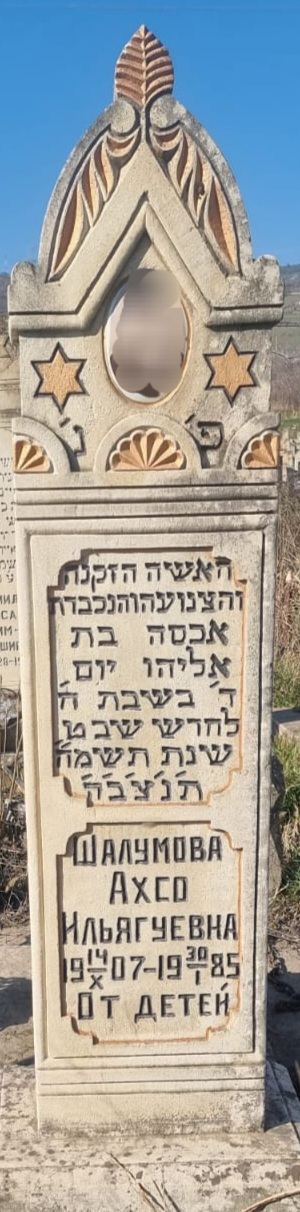
Могила Ахсо Шалумовой, Дербент, Россия

Однажды, возвращаясь с гастролей в деревне Митаги, актеры подверглись нападению грабителей, которые разрушили декорации и избили мужчин из труппы. Ахсо и ее двое маленьких детей, которых она привезла с собой, также стали объектами нападения. Их жизни спасли только вернувшиеся из города жители деревни, которые пришли им на помощь. Актерам часто не платили деньгами; вместо этого их вознаграждением иногда была еда.
В 1932 году, когда был создан горско-еврейский сектор национального государственного театра, Ахсо Ильягуевну пригласили на должность актрисы.
В годы Великой Отечественной войны артисты театра ушли на фронт. Ахсо исполняла песни из спектаклей театра для раненых, лечившихся в госпиталях Дербента. Многие артисты погибли на войне.
После войны Ахсо Шалумова руководила кружком художественной самодеятельности в колхозе имени Ленина. Этот коллектив впоследствии стал основой возрождения горско-еврейского театра. Она активно участвовала в общественной жизни, неоднократно была депутатом городского совета, делегатом съезда женщин Дагестана.
В 1967 году в Ташкенте скончался старший сын Ахсо, Мухоил.
В 1983 году Ахсо Шалумова завершила театральную карьеру. Она скончалась в 1985 году в Дербенте.

## Семья
- Дана Пери, правнучка и поэтесса.[5][6]

## Награды
- «Заслуженная артистка Дагестанской АССР»